# Blaberus affinis
Blaberus affinis es una especie de insecto blatodeo de la familia Blaberidae. Comparte con el resto de sus congéneres uno de los mayores tamaños entre las cucarachas.

## Descripción
Es una especie de tamaño considerable (de 36 a 53 mm).[cita requerida]

## Distribución y hábitat
Vive en Brasil específicamente en los estados de Río de Janeiro y São Paulo.